# Hitz
Hitz foi um sitcom de curta existência, exibido originalmente pela rede UPN em 1997.

## Elenco
- Claude Brooks como Busby Evans
- Rick Gomez como Robert Moore
- Rosa Blasi como April Beane
- Kristin Dattilo como Angela
- Spencer Garrett como Tommy Stans
- Andrew Dice Clay como Jimmy Esposito

## Episódios
| #  | Título                                    | Data                 |
| -- | ----------------------------------------- | -------------------- |
| 01 | Pilot                                     | 1997, 26 de Agosto   |
| 02 | It Ain't Over Til...                      | 1997, 2 de Setembro  |
| 03 | The Godfather: Not The Movie              | 1997, 9 de Setembro  |
| 04 | My Favorite Geer                          | 1997, 16 de Setembro |
| 05 | I Can't Get No Satisfaction               | 1997, 23 de Setembro |
| 06 | Comedy Jam                                | 1997, 30 de Setembro |
| 07 | Guys & Dolls                              | 1997, 14 de Outubro  |
| 08 | Jive Talkin'                              | 1997, 28 de Outubro  |
| 09 | You Probably Think This Song Is About You | 1997, 4 de Novembro  |
| 10 | Give The Drummer Some                     | 1997, 11 de Novembro |
| 11 | Cat's Cradle                              | Indisponível         |
| 12 | Radio Daze                                | Indisponível         |
| 13 | You Can Almost Go Home Again              | Indisponível         |
| 14 | Sleeping with the Enemy                   | Indisponível         |
| 15 | Riffapalooza                              | Indisponível         |
| 16 | Yo' Mama                                  | Indisponível         |
| 17 | What's Your Name, Who's Your Daddy?       | Indisponível         |